# Rhyssemus schaeuffelei
Rhyssemus schaeuffelei är en skalbaggsart som beskrevs av Rudolph Petrovitz 1964. Rhyssemus schaeuffelei ingår i släktet Rhyssemus och familjen Aphodiidae. Inga underarter finns listade i Catalogue of Life.